# Benzoksazol
Benzoksazol je aromatično organsko jedinjenje sa molekulskom formulom . On se sastoji od benzena kondenzovanog sa oksazolom. Miris benzoksazola je sličan piridinu. Benzoksazol se prvenstveno koristi u industriji i naučnim istraživanjima.
Ovo heterociklično jedinjenje je početni material u sintezi većih, često bioaktivnih struktura. On se nalazi u hemijskoj strukturi leka flunoksaprofena.
Njegova aromatičnost ga čini relativno stabilnim heterocikličnim jedinjenjem. On sadrži reaktivna mesta koja omogućavaju funkcionalizaciju.